# Allen Frances
Ne doit pas être confondu avec Frances Allen.
Allen J. Frances, né le 10 février 1942 à New-York aux USA, est un psychiatre américain et professeur émérite de psychiatrie à l'Université Duke aux USA. 
Il est l'auteur de DSM IV - cas clinique : un guide clinique du diagnostic différentiel, co-écrit avec Michael First, Harold Pincus et Ruth Ross en 1997, et de Sommes-nous tous des malades mentaux ? : Le normal et le pathologique paru en 2013.

## D.S.M
Il a participé à la révision du 4° édition du Manuel diagnostique et statistique des troubles mentaux devenu le "DSM-IV TR".
Il critique la dernière version de ce manuel édité par la société américaine de psychiatrie. Il reproche notamment à la 5° édition du Manuel diagnostique et statistique des troubles mentaux l'inflation de nouvelles entités pathologiques et l'extension de la médicalisation à des troubles qui semblent plus ou moins inventés,.

## Positions
Allen Frances se montre critique envers la tendance du système de santé américain à pratiquer le sur-diagnostic et la sur-médicamentation pour la maladie mentale. Pour lui, les personnes les plus à risque sont les personnes très jeunes et très âgées. Il prend également position contre l'influence des compagnies pharmaceutiques dans la formation et le comportement des médecins, et critique également le système de remboursement des traitements, l'accusant de provoquer des diagnostics hâtifs et une médicamentation systématique.